# Estany de Cabana Sorda
L'Estany de Cabana Sorda est un lac d'Andorre situé dans la paroisse de Canillo à une altitude de 2 296 m.

## Toponymie
Estany provient du latin stagnum (« étendue d'eau ») qui a également donné estanque en espagnol et « étang » en français,. Cabana désigne en catalan une « cabane » construite par les bergers dans les estives. Sorda s'emploie pour désigner un endroit encaissé.

## Géographie

### Topographie et géologie
L'Estany de Cabana Sorda se trouve dans la paroisse de Canillo à l'extrême nord-est du pays. Il s'agit d'un lac de montagne, niché à une altitude de 2 296 m, sur le versant nord-ouest de la vallée glaciaire d'Incles. Le pic de la Coma de Varilhes (2 760 m) domine le lac au nord et matérialise la frontière franco-andorrane.
Sa situation géologique est particulière puisqu'il se trouve sur la zone de transition entre d'une part les roches cristallines granitiques constitutives de l'extrême nord-est du pays et donc du fond de la vallée d'Incles et d'autre part les roches métamorphiques schisteuses de la partie basse de la vallée d'Incles et de la partie orientale de la vallée de la Valira d'Orient.
| \| Estany de Cabana Sorda \| |                                              |
| Position de l'estany de Cabana Sorda sur la carte géologique de l'Andorre                                                             | Vue vers le sud du lac et la vallée d'Incles |
| |                                              |
| Vue de la rive nord du lac et des sommets granitiques marquant la frontière franco-andorrane (incluant le pic de la Coma de Varilhes) |                                              |
| Estany de Cabana Sorda |                                              |

### Hydrographie
La superficie du lac est de 4,8 ha. Comme tous les lacs situés dans la vallée d'Incles, ses eaux rejoignant le riu d'Incles par l'intermédiaire du riu de Cabana Sorda. Il appartient donc au bassin versant de la Valira d'Orient.
| \| Estany de Cabana Sorda \|                                                               |                                               |
| Position de l'Estany de Cabana Sorda sur la carte des bassins hydrographiques de l'Andorre | Riu d'Incles à l'entrée de la vallée d'Incles |
| Estany de Cabana Sorda                                                                     |                                               |

### Climat
| Mois                              | jan. | fév. | mars | avril | mai   | juin | jui. | août | sep.  | oct.  | nov.  | déc. | année   |
| --------------------------------- | ---- | ---- | ---- | ----- | ----- | ---- | ---- | ---- | ----- | ----- | ----- | ---- | ------- |
| Température minimale moyenne (°C) | −5   | −5,6 | −4   | −2,5  | 1     | 4,2  | 6,6  | 6,5  | 4,2   | 1,7   | −1,9  | −3,9 | 0,2     |
| Température moyenne (°C)          | −2,2 | −2,2 | −0,3 | 0,7   | 5     | 8,9  | 12,1 | 11,9 | 8,9   | 5,5   | 0,9   | −1,2 | 3,8     |
| Température maximale moyenne (°C) | 0,5  | 1    | 3,3  | 4     | 8,1   | 13,6 | 16,7 | 16,3 | 13,1  | 9     | 3,9   | 1,6  | 7,4     |
| Précipitations (mm)               | 85,5 | 48,6 | 63,7 | 105,6 | 124,9 | 116  | 86,5 | 99,1 | 101,1 | 105,4 | 116,9 | 97,5 | 1 150,7 |

## Faune et flore
- Omble de fontaine[9]
- Truite fario[9]

## Randonnée
Le refuge de Cabana Sorda pouvant accueillir 20 personnes est situé sur la rive sud du lac. L'estany de Cabana Sorda se trouve sur le trajet du GRP, un sentier de randonnée formant une boucle de 120 km au travers de l'Andorre.

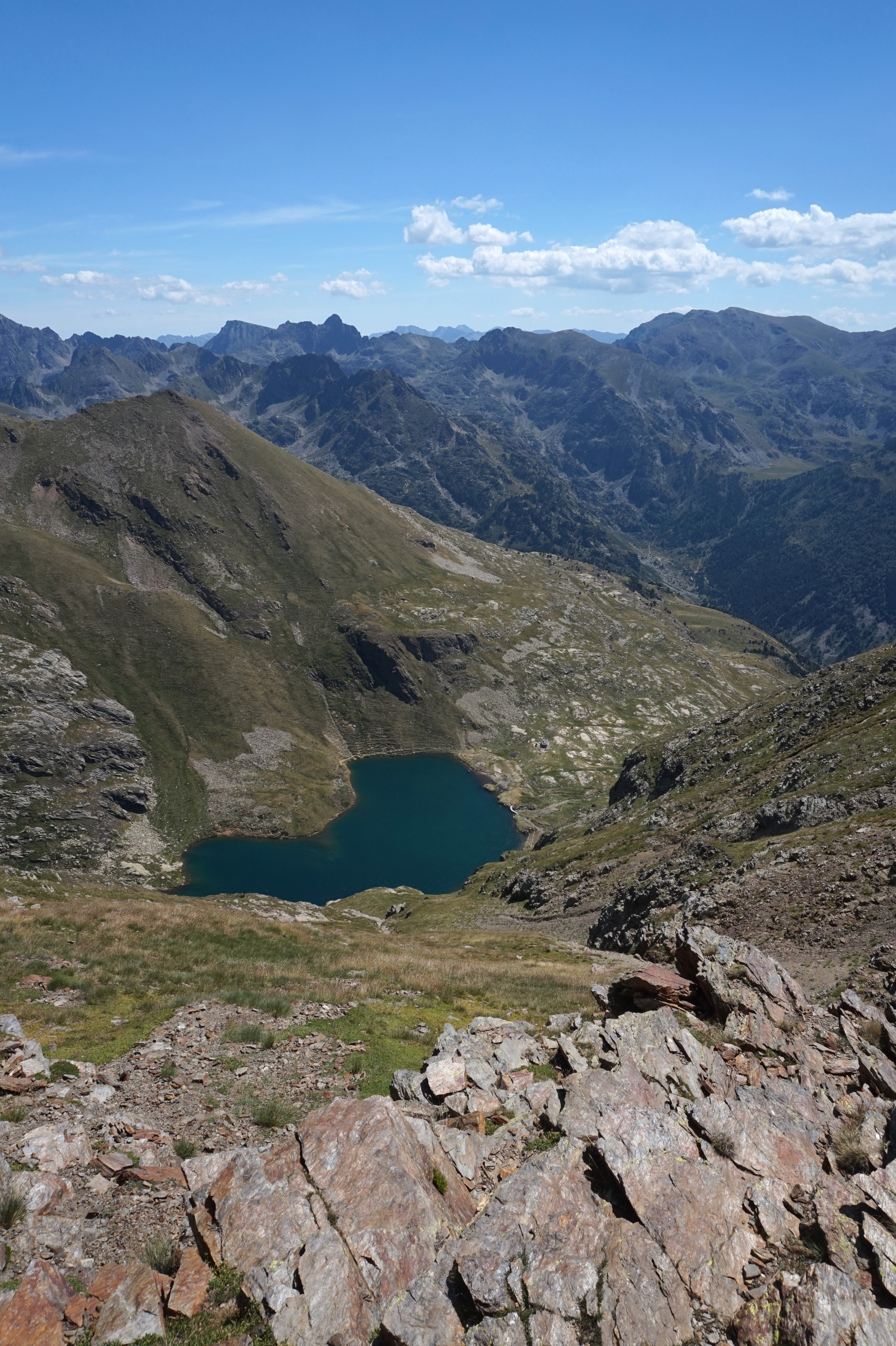
Vue du lac depuis le GRP.
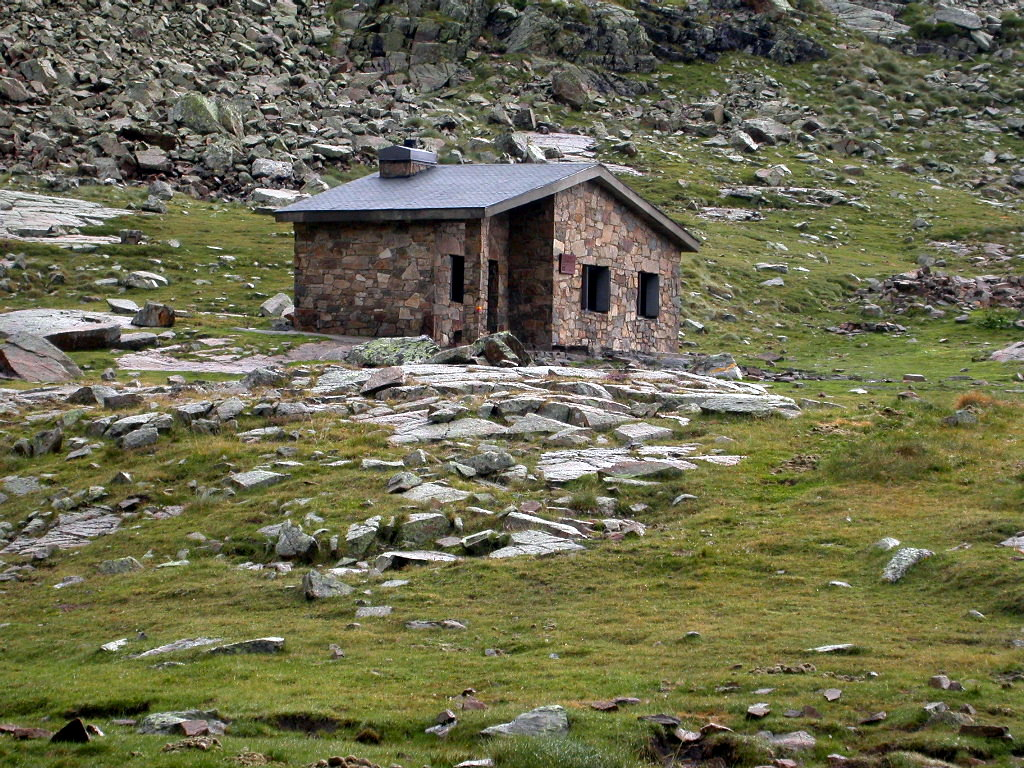
Vue du refuge de Cabana Sorda.

## Galerie

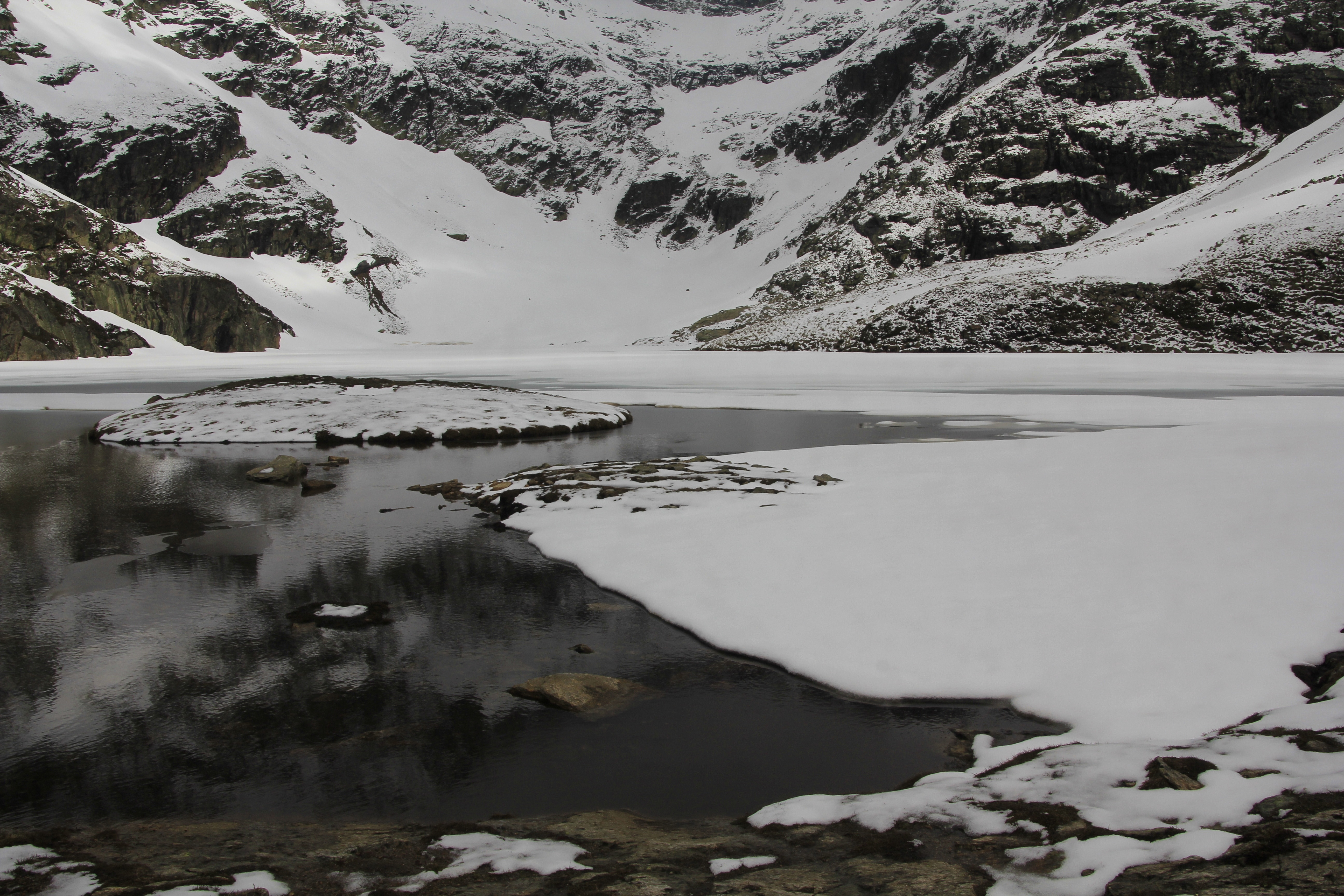
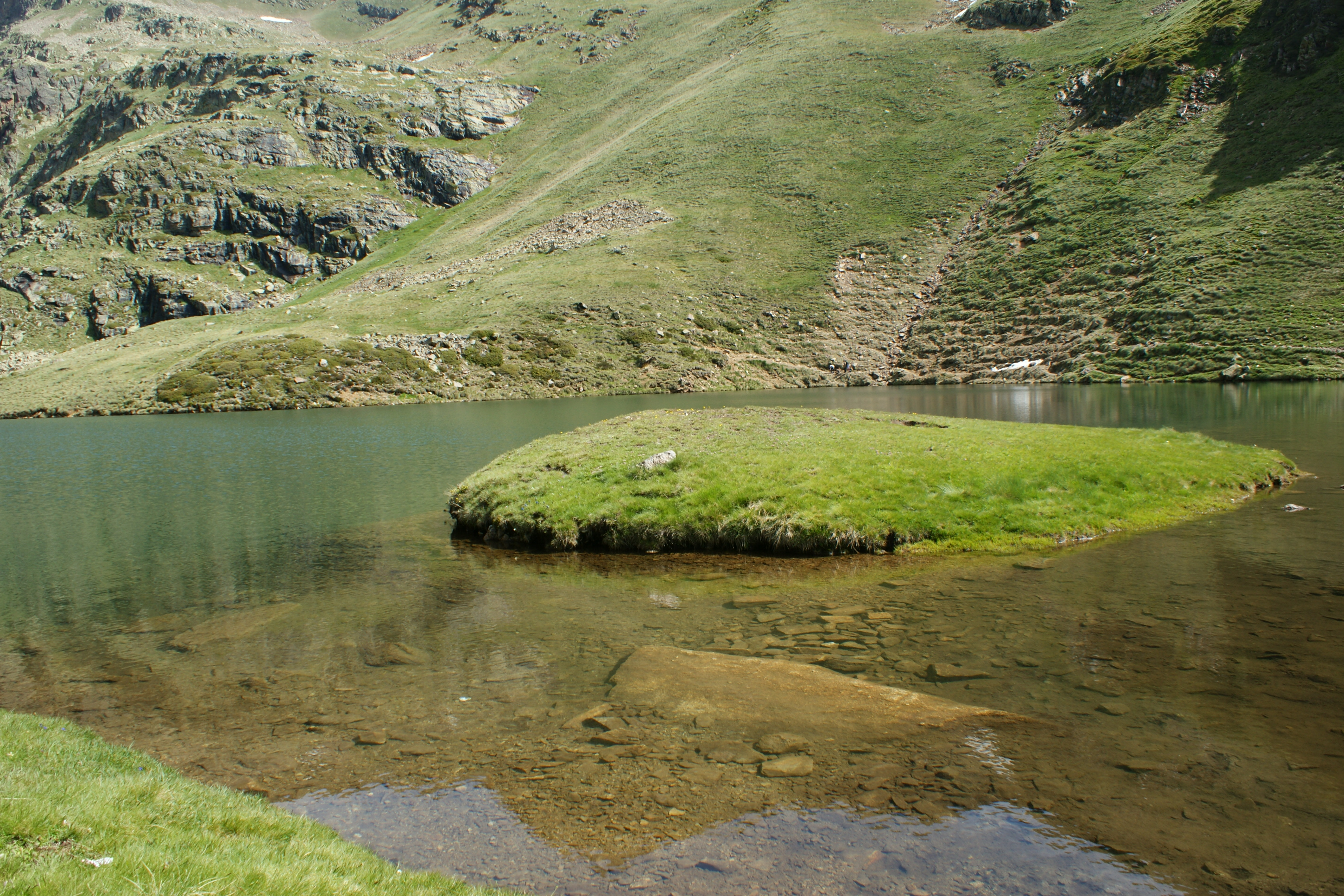
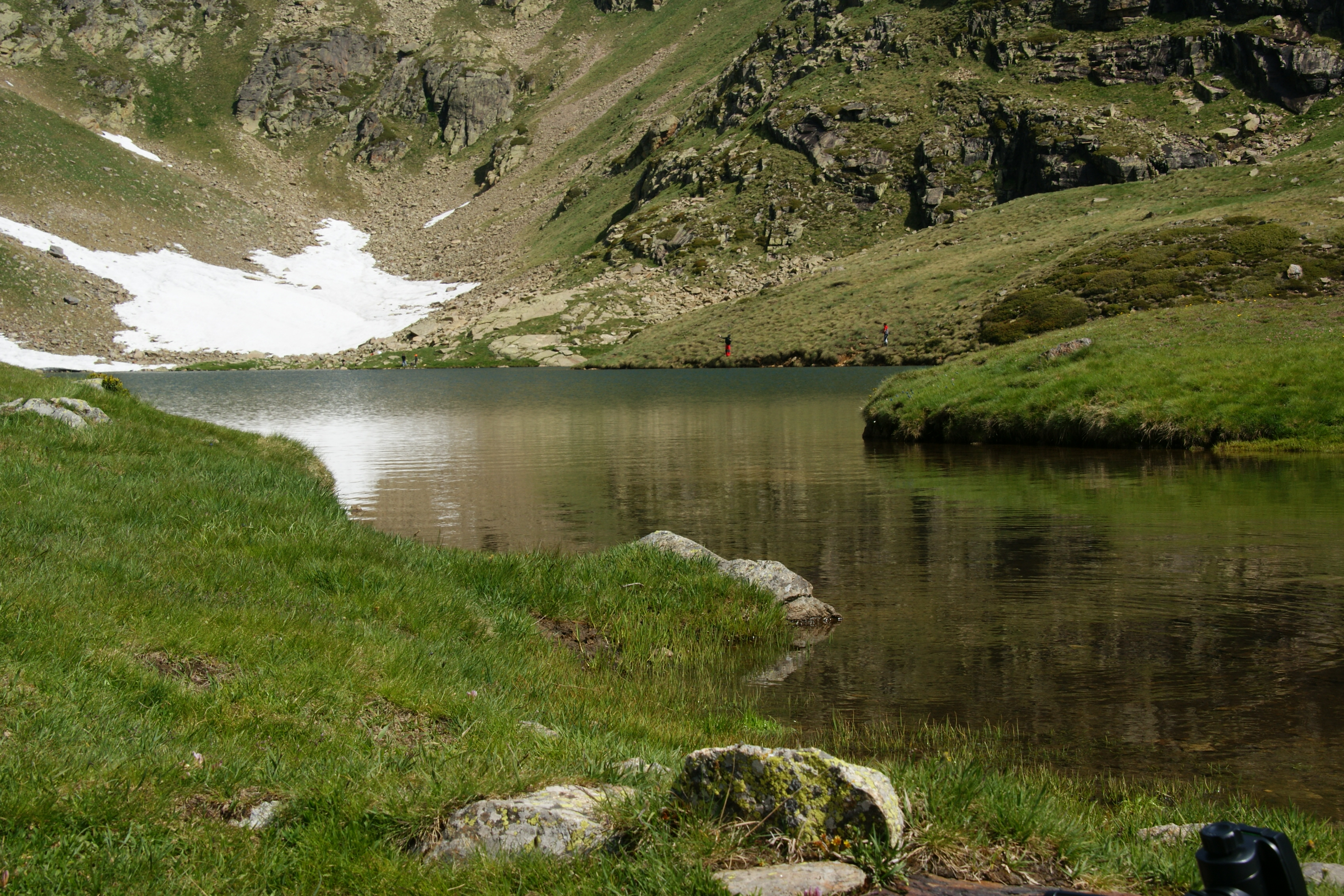